# Славнов, Юрий Константинович
Юрий Константинович Славнов (род. 31 мая 1938) — советский учёный, специалист в области создания регистрирующей аппаратуры для физических измерений.

## Биография
Родился 31 мая 1938 г. в Сталинграде.
В 1961 году Окончил МИФИ (с 2009 года — Национальный исследовательский ядерный университет «МИФИ»).
В 1961—2012 гг. работал в НИИИТ (ВНИИА) в должностях от инженера до начальника научно-исследовательской лаборатории электронно-оптических средств регистрации, с 2011 г. — главный специалист.

## Награды и звания
- Государственная премия СССР (1985) — за участие в разработке и внедрении в практику физизмерений регистратора в составе автоматизированного испытательного комплекса;
- Орден Почёта (2000);
- Медаль «За освоение целинных земель»;
- Медаль «За доблестный труд. В ознаменование 100-летия со дня рождения В. И. Ленина»;
- Медаль «За трудовую доблесть»;
- Медаль «Ветеран труда».